# Miosis
 Der er for få eller ingen kildehenvisninger i denne artikel, hvilket er et problem. Du kan hjælpe ved at angive troværdige kilder til de påstande, som fremføres i artiklen.

Miosis er et begreb med forskellige definitioner, som generelt omfatter konstriktion af pupillen. Miosis betyder desuden at en persons pupil bliver mindre end normalt. Den modsatte tilstand, mydriasis, er dilatation af pupillen.

## Årsager
Her er nogle eksempler.

### Sygdomme
- Horner syndrom
- Arvelige lidelser

### Stoffer
- Opioider som f.eks. fentanyl, morfin, heroin samt metadon (vigtig undtagelse er demerol/pethidin)
- Produkter der indeholder nikotin, såsom cigaretter, tyggetobak eller tyggegummi.

| Sygdom | Spire Denne artikel om sygdom er en spire som bør udbygges. Du er velkommen til at hjælpe Wikipedia ved at udvide den. |